# Spiculum
Le spiculum est une lance romaine apparue tardivement qui a remplacé le pilum comme principale arme de jet. Les spécialistes estiment qu'il pourrait s'agir d'un croisement entre la combinaison d'un pilum et d'une arme similaire utilisée par les Germains.
Le spiculum est mentionné dans le manuel militaire de Végèce, mais certains pensent qu'il s'agit simplement d'un autre nom donné au pilum. Quelle qu'en soit la cause, la plupart des historiens acceptent le fait que le spiculum a remplacé le pilum qu'utilisaient les armées romaines depuis le début.
La principale différence entre le spiculum et le pilum est la longueur de la pointe. Le spiculum semble avoir une pointe en métal bien plus petite. Dès lors, le spiculum était bien plus petit que son ancêtre. Le spiculum a une longue languette de fer attachée à sa pointe. Son dessin exact n'est pas connu, mais ces caractéristiques semblent bien l'avoir destiné au percement des pièces d'armure grâce à sa pièce de fer fixée sur la pointe.
Une autre théorie intéressante la relie à la Grèce : les Grecs munissaient leur lance d'un « manchon » en fer qui recouvrait toute la lance et qui était destiné à les planter dans la terre (Virg. Aen. XII, 130). Ce manchon pouvait servir si la pointe venait à être brisée (Polyb. VI, 25). Le pilum romain primitif ne comprenait pas cette pièce additionnelle ; les Romains observèrent cette arme lors de leurs fréquents rapports avec les Grecs (Polyb. 1.c.) et décidèrent de se l'approprier.
Plus tard, spiculum devint synonyme de pilum (Veg. Mil. II, 15).